# Айнаро
Айнаро е една от 13-те административни области на Източен Тимор. Населението ѝ е 63 136 жители (по преброяване от юли 2015 г.), а площта 803 кв. км. Намира се в часова зона UTC+9. ISO 3166 кодът ѝ е TL-AN.